# Dryopteris yaku-montana
Dryopteris yaku-montana là một loài dương xỉ trong họ Dryopteridaceae. Loài này được Masam. mô tả khoa học đầu tiên năm 1932.
Danh pháp khoa học của loài này chưa được làm sáng tỏ. 